# Vikram Batra
Pour les articles homonymes, voir Batra.
Le capitaine Vikram Batra, né le 9 septembre 1974 et mort le 7 juillet 1999, est un officier de l'armée indienne, récompensé par le Param Vir Chakra, le prix le plus élevé et le plus prestigieux de l'Inde pour sa bravoure, pour ses actions pendant la guerre de Kargil en 1999.

## Biographie
Batra est née le 9 septembre 1974 à Palanpur, Himachal Pradesh en Inde. Il est le troisième enfant de Girdhari Lal Batra, directeur d'école gouvernementale, et de Kamal Kanta Batra, professeur d'école . Il est l'aîné des fils jumeaux et a deux sœurs . Il est inscrit à l'École publique DAV à Palanpur où il étudie jusqu'au niveau moyen . Il reçoit son éducation secondaire supérieure à l'École Centrale de Palanpur , . En 1990, lui et son frère jumeau ont représenté leur école en tennis de table aux All India KVS Nationals , , , . Il est aussi détenteur de ceinture verte en karaté et a continué à assister à un camp de niveau national à Manali .
En 1996, il réussit l'examen CDS et est sélectionné au sein du Services Selection Board (SSB) d'Allahabad . Il figure parmi les 35 meilleurs candidats de l'Ordre du mérite . Après avoir accompli une année (session 1995-1996) vers le degré de MA en anglais, il quitte l'Université pour rejoindre l' Académie militaire indienne , .
Selon les mots de son père, Vikram avait trouvé son but dans la vie. Il avait trouvé la voie d'un chemin droit qui le conduirait à son objectif : un service extraordinairement élevé et suprême .

### Carrière militaire

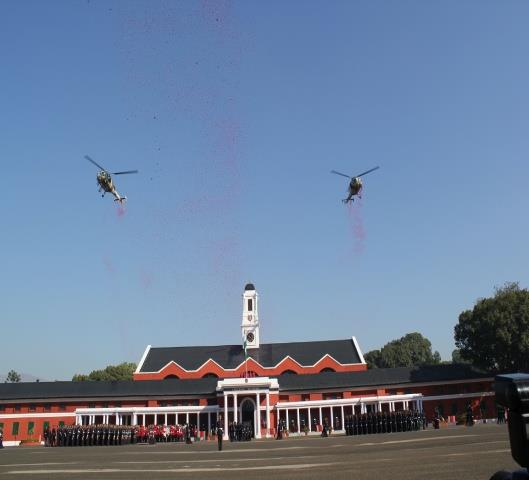
Académie militaire indienne

Batra rejoint l' Académie militaire indienne (IMA) à Dehradun en juin 1996 dans le bataillon Manekshaw . Après avoir terminé son cours de formation de 19 mois, il est diplômé de l'IMA le 6 décembre 1997 et est affecté comme lieutenant dans le 13e bataillon, Jammu and Kashmir Rifles (13 JAK RIF) . Après un temps de service, il est envoyé au centre régimentaire de Jabalpur, Madhya Pradesh pour une formation complémentaire. La formation dure un mois de décembre 1997 à fin janvier 1998 .
À chaque fois qu'il rentre à Palanpur en congé, il visite le Neugal Cafe. Batra prend pour la dernière fois des congés en 1999, quelques jours lors du festival Holi. Pendant ce congé, quand dans un café, il rencontre son meilleur ami et plus tard sa future fiancée Dimple Cheema qui lui dit de faire attention à la guerre. Batra lui répond : « Je reviendrai après avoir hissé le drapeau indien dans la victoire ou reviendrai enveloppé. Mais je reviendrai à coup sûr , ,  ».

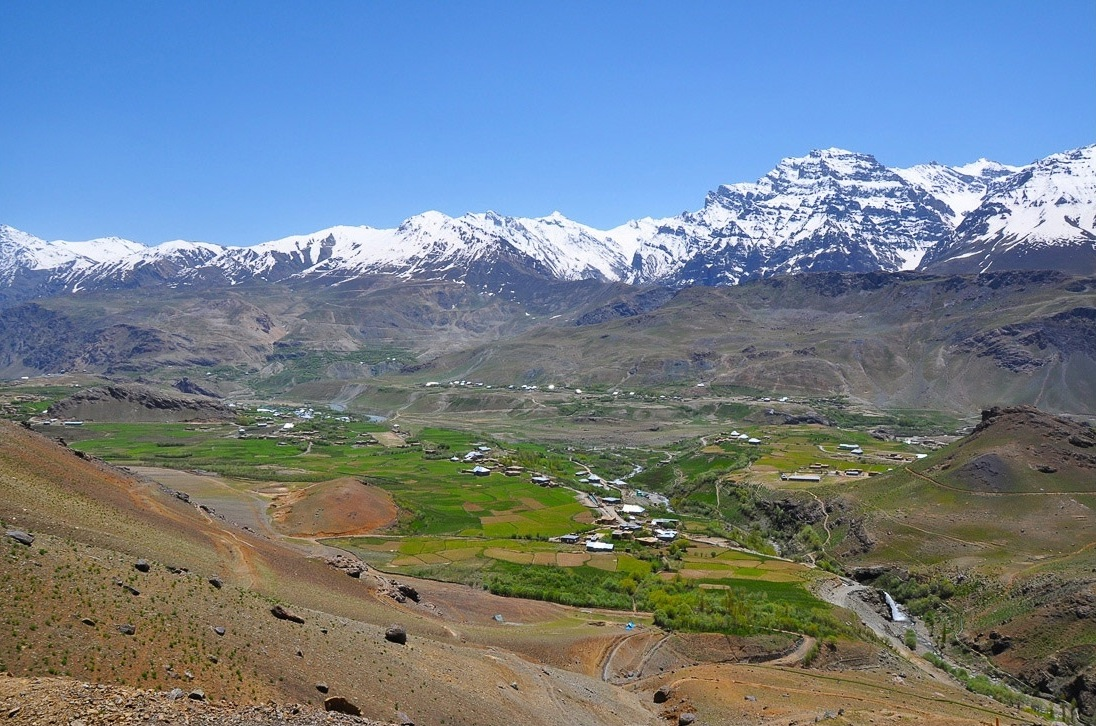
La ville de Dras, le deuxième endroit habité le plus froid du monde après la Sibérie, où les températures descendent jusqu'à –60 degrés Celsius en hiver.,

### Guerre de Kargil
Le 13e bataillon JAK RIF atteint Dras le 6 juin. Il appartient à la 56e brigade de Montagne et reçoit l'ordre d'agir en tant que réserve pour le 2e bataillon, Rajputana Rifles (2 RAJ RIF) lors de leur attaque sur la montagne Tololing . Le 18e bataillon, les Grenadiers (18ème Grenadiers) attaque d'abord Tololing le 22 mai, mais il ne peut s'emparer du pic , , . Les grenadiers font quatre tentatives pour capturer Tololing, mais ne peuvent réussir qu'à sécuriser les pentes inférieures, tout en subissant cependant de lourdes pertes , , , , , . Finalement, le 2 RAJ RIF est chargé de capturer Tololing, ce qui est fait le 13 juin 1999 .
Après la capture de Tololing, le 13 JAK RIF (celui du capitaine Batra) marche de Dras à Tololing, atteignant sa destination en 12 heures . En arrivant, Un Coy, 13 JAK RIF a repris Tololing et une partie du Complexe de Hump de 18 Grenadiers .

### Prise du point 5140
Après cela, le contingent du capitaine Batra a obtenu la responsabilité de libérer le plus important pic 5140 de l'armée Pak juste au-dessus de la route Srinagar-Leh. Le capitaine Batra a cheminé avec sa compagnie et s'est dirigé vers cette zone depuis la direction est et a atteint le lieu de son attaque sans aucun encrage ennemi. Le capitaine Batra a réorganisé son équipe et les a motivés à attaquer directement les cibles ennemies. En tête de l'équipe au premier rang, ils ont attaqué hardiment l'ennemi et tué quatre d'entre eux lors d'une bataille face à face. Bien qu'il soit inaccessible, Vikram Batra, avec ses camarades, ont atteint le sommet à 3 h 30 le 20 juin 1999. Le capitaine Vikram Batra a fait son Vijay Uddhosh par radio à partir de ce sommet. S'il a dit « Paon », alors non seulement l'armée, mais son nom s'est répandu dans toute l'Inde. En même temps, avec le nom de code de Vikram Sher Shah, il a également été nommé Lion de Kargil. Le lendemain, une photo de Vikram Batra et de son équipe avec le drapeau indien sur le pic 5140 est apparue dans les médias.

## Param Vir Chakra

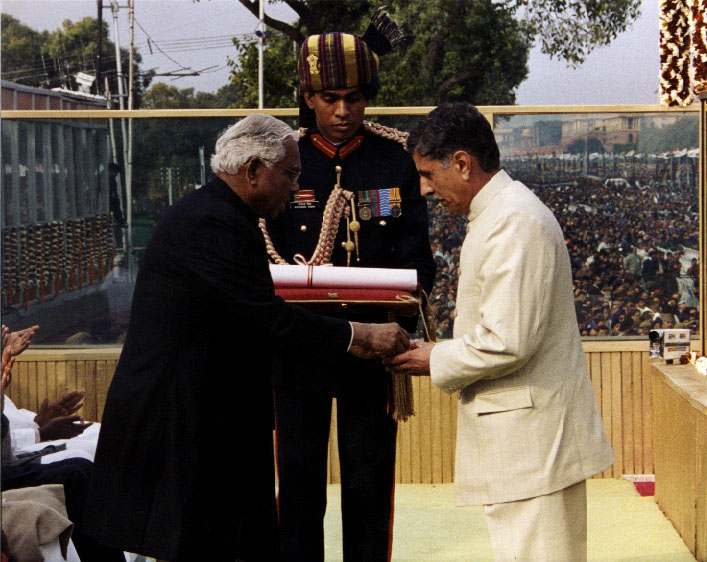
Le président KR Narayanan présente le Param Vir Chakra (à titre posthume) au père du capitaine Vikram Batra, 13 Jammu and Kashmir Rifles.

Vikram Batra a reçu le Param Vir Chakra, la plus haute distinction militaire de l'Inde le 15 août 1999, lors du 52e anniversaire de l'indépendance de l'Inde. Son père GL Batra a reçu l'honneur pour son fils décédé du président de l'Inde, feu KR Narayanan .

## Dans la culture populaire
Dans le film Hindi LOC 2003 de Kargil, basé sur l'ensemble du conflit de Kargil, Abhishek Bachchan a joué le rôle du capitaine Batra.

## Héritage

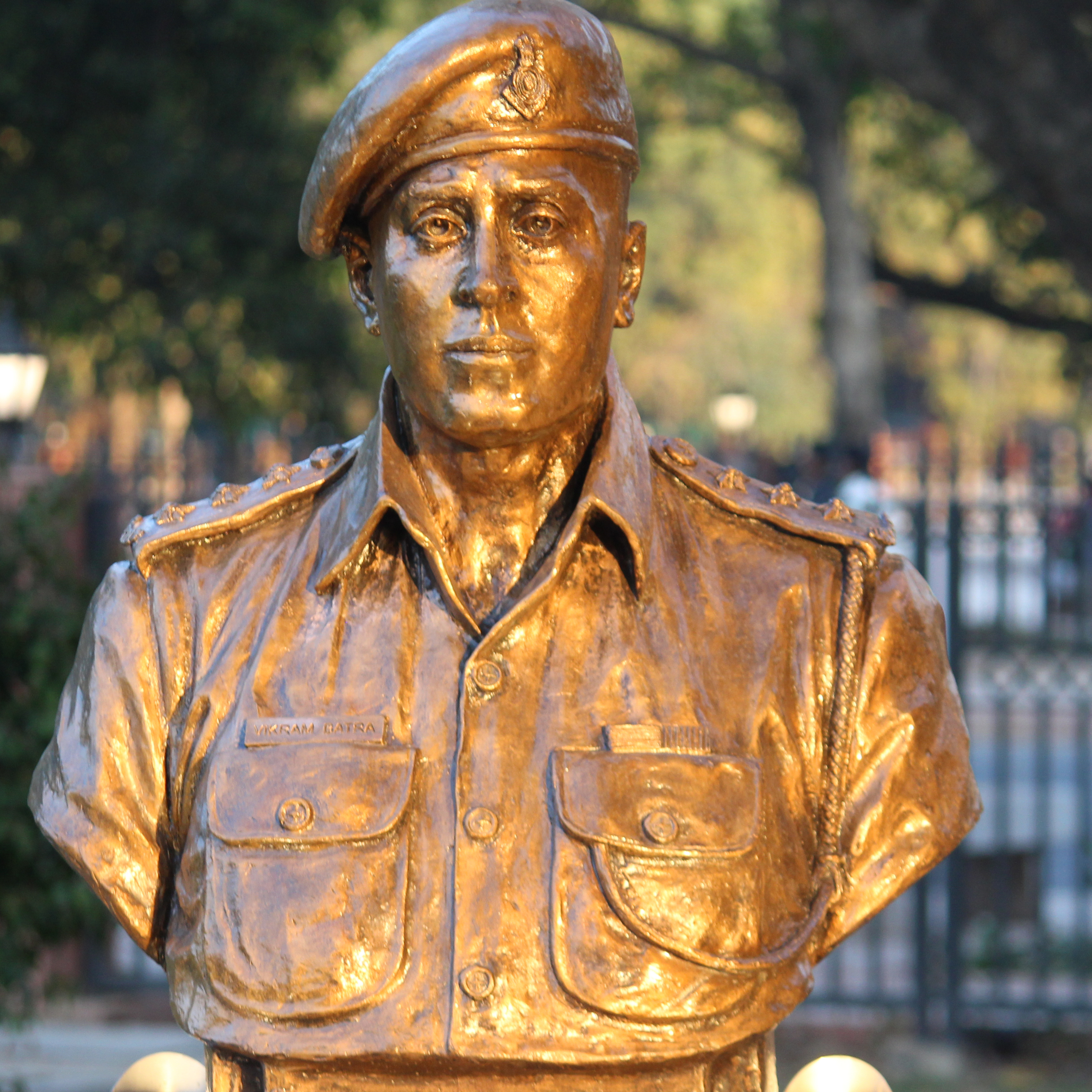
Statue de Vikram Batra à Param Yodha Sthal, National War Memorial, New Delhi

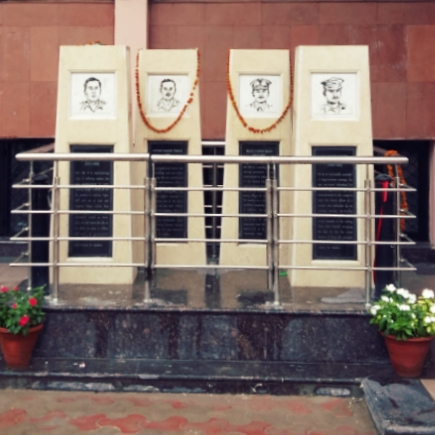
Un mémorial pour les anciens combattants, y compris Batra à son alma mater DAV College, Chandigarh.

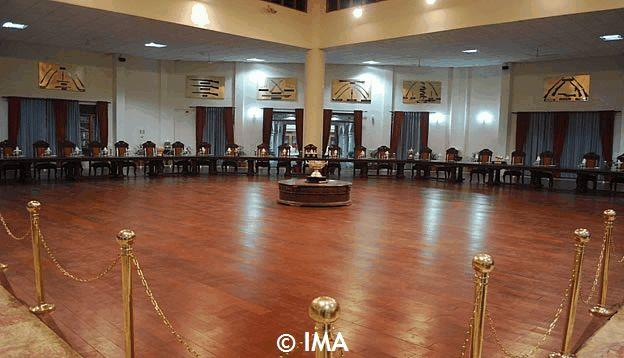
Vikram Batra Mess.

Vikram Batra est également bien connu en Inde pour avoir utilisé le slogan, « Yeh Dil Maange More! » comme son signal pour communiquer le succès de la mission . Il est également connu pour une interview dans laquelle il a déclaré que les soldats pakistanais étaient au courant de lui .
Il a également été honoré de plusieurs monuments qui portent son nom : la capture historique du point 4875 a conduit la montagne à être nommée Batra Top en son honneur. Une salle du Centre de sélection de services Allahabad est nommée Vikram Batra Block, une zone résidentielle du canton de Jabalpur est appelée Captain Vikram Batra Enclave et le mess des cadets combiné à l'IMA est nommé Vikram Batra Mess.
Un mémorial pour les anciens combattants, y compris Batra, se dresse à son alma mater DAV College, Chandigarh honorant les services des soldats. En 2003, le film de JP Dutta basé sur l'incident de Kargil Abhishek Bachchan a joué le rôle du capitaine Vikram Batra.